# Wupperthal
Wupperthal (auch Wuppertal) ist eine Kleinstadt mit etwa 4000 Einwohnern in der Gemeinde Cederberg, Distrikt West Coast, Provinz Westkap in Südafrika. Sie liegt in einem Tal der Zederberge in der Provinz Westkap, knapp 200 Kilometer nordöstlich von Kapstadt.

## Beschreibung
Die ersten Missionare kamen am 7. Oktober 1829 in Kapstadt an. Gegründet wurde die Siedlung als Farm im Januar 1830 im Auftrag der Rheinischen Missionsgesellschaft von Theobald von Wurmb und Johann Gottlieb Leipoldt aus dem im Tal der Wupper gelegenen Barmen, heute Stadtteil der deutschen Großstadt Wuppertal. In seinem Tagebuch schrieb Leipoldt zur Namensgebung: „Wir haben den Namen Riedmond in Wupperthal verwandelt zum Andenken an unser liebes deutsches Wuppertal.“
Das von der Rheinischen Mission gegründete Missionsanwesen wurde später an die Herrnhuter übergeben, da sie bereits über Erfahrungen in der Missionsarbeit mit der indigenen Bevölkerung, den Khoisan im Kapland, besaßen. Im Zentrum ihrer Bemühungen standen handwerkliche Fähigkeiten und Bildung im Allgemeinen.
Die historische Missionsstation ist bis heute regionales Zentrum einer sonst gering besiedelten Gegend. Hier gibt es eine Post, Schule, Klinik, Pfarrei, Geschäfte und eine Schuh- und Handschuhfabrik, in der die traditionellen Veldskoene (Feldschuhe) hergestellt werden. Der Mitgründer Johann Gottlieb Leipoldt war Schuhmacher und begann hier, dieses Handwerk zu etablieren. Von besonderer wirtschaftlicher Bedeutung ist der in der Region angebaute Rooibostee. Einige wirtschaftliche Aktivitäten sind mit der Moravian Church in South Africa verbunden.
In der Nähe von Wupperthal gibt es Felszeichnungen der San. 2000 wurde ein Wanderweg angelegt, der in zwei Tagen vorbei an alten San-Zeichnungen, einem großen Wasserfall und Felsformationen von Wupperthal über Eselbank nach Langkloof führt.
Wupperthal ist durch eine Straße über den Pakhuis-Pass mit der Distriktshauptstadt Clanwilliam verbunden.
Am 30. Dezember 2018 brach in der Stadt ein sich schnell ausbreitendes Feuer aus. Mehr als 200 Menschen verloren dabei ihre Heimstätte. Von insgesamt 113 Wohngebäuden wurden 53 und die meisten der historisch bedeutsamen Bauten ein Opfer des Stadtbrandes. Zudem erlitten auch die Schule, die Klinik, die Stadtverwaltung und Gewerbebetriebe erhebliche Schäden oder brannten völlig nieder. Einige Gebäude blieben erhalten, da ihre Dächer mit feuerfesten Materialien gedeckt waren. Die Löscharbeiten gestalteten sich schwierig, weil die Löschanlagen vom Feuer selbst beschädigt wurden. Aus eigenen Kräften war die Brandbekämpfung in der geografisch abgelegenen Stadt nicht möglich. Feuerwehreinheiten aus Clanwilliam, Piketberg, Vredenburg, Malmesbury, Cederberg, Matzikama und Bergrivier kamen zur Hilfe. Es wurde auch die gesamte Kommunikationsinfrastruktur des Ortes zerstört. Für die obdachlosen Einwohner stellten die Provinzbehörden im März 2019 Finanzmittel zur Verfügung, damit über einen Dienstleister für jede Familie eine modulare Wohneinheit aufgestellt werden konnte. Zur Gewährleistung der öffentlichen Sicherheit kam es zum Abriss vieler brandgeschädigter Gebäudereste. Nach Einschätzung des Leiters der Denkmalbehörde von Western Cape (Heritage Western Cape) belaufen sich die Schäden am Denkmalkomplex der historischen Missionsstation auf etwa 20 Millionen Rand. Heritage Western Cape hatte die Stadt im Januar 2019 aufgesucht und eine Vor-Ort-Beratung zu den notwendigen Maßnahmen für die Restaurierung des Kulturerbes durchgeführt. Die Polizei führte Ermittlungen zu den Ursachen des Brandes durch und zog Brandstiftung in Betracht. Die Ursache scheint ein kleines Feuer gewesen zu sein, das von Bewohnern an einem wilden Bienenstock entzündet wurde, um die Bienen mit dem Rauch zu vertreiben und den Honig entnehmen zu können. Da es außer Kontrolle geriet, griffen die Flammen auf den Ort über. Der Wiederaufbau begann nach wenigen Wochen mit Hilfslieferungen aus dem In- und Ausland.

## Sonstiges
Es handelt sich hier um den ältesten Ort mit dem Namen Wuppertal. Die Stadt Wuppertal in Deutschland erhielt ihren Namen amtlich am 25. Januar 1930.